# Automeris hausmanni
Automeris hausmanni é uma espécie de mariposa do gênero Automeris, da família Saturniidae.
Sua ocorrência foi registrada na Colômbia, pelo dr. Ronald Brechlin. Foi  coletada no departamento de Boyacá, Alto de La Virgen, Via Sogamoso-Pajarito; 5°26'41"N / 72°42'24"W.